# Ernst Emil Rosenørn
Ernst Emil Rosenørn (født 7. november 1810 på Benzonslund, Holmstrup Sogn ved Holbæk, død 7. august 1894 i Hillerød) var dansk folketings- og landstingsmedlem, kultusminister, overpræsident i København.

## Virke
Han var søn af godsejer Cecilius Ulrik Andreas Rosenørn (død 1820) og Juliane Marie født von Schack. 
Rosenørn blev student fra Herlufsholm 1830 og tog juridisk embedseksamen 1838. Efter en længere rejse i udlandet (1838-40) købte han, med andre, i 1841 godset Vorgård i Vendsyssel, tog bolig der, styrede ejendommen i fem år og samtidig i fire år Voer Sogns kommunale anliggender som formand for forstanderskabet. 
I 1845 giftede han sig med Mariane Magdalene Clausine Brinck-Seidelin (1817-1884), datter af konferensråd Ludvig Christian Brinck-Seidelin, og forlagde derefter i 1846 sin virksomhed fra Nordjylland til hovedstaden og dens omegn. Parret adopterede Ludovica Nicolette Kabell-Rosenørn (1857-1918), senere kunstmaler.
I 1855 begyndte Rosenørns politiske løbebane. Han blev valgt i Varde (Ribe Amts 1. kreds) uden modkandidat til Folketinget, og genvalgtes 1858 og 1861, begge gange mod bondevenlige modkandidater. I perioden 1858-61 var han her formand for Frederiksberg Kommunalbestyrelse. Af Folketingets daværende flertal, til hvilket han hørte, valgtes han 1861-63 til en plads i rigsrådet, som oppositionen havde tiltænkt Svend Høgsbro. 
Fra 1864 var Rosenørn ikke medlem af nogen af de lovgivende forsamlinger, men opstillede på ny i 1866 som kandidat til Folketinget og var frem til 1869 valgt i Hjerting (Ribe Amts 2. kreds). Han støttede under forfatningskampen og også senere grev Frijs’ Højreministerium. I dette ministerium indtrådte han 22. september 1869 som kultusminister, men afgik allerede 28. maj næste år, da Ministeriet Holstein-Holsteinborg dannedes. En mere konservativ kirkelige opfattelse, der skilte ham fra hans to forgængere (P.C. Kierkegaard og Aleth S. Hansen), nåede ikke mærkbart at slå igennem. Politisk virksomhed fik han på ny, da han 1879 blev kongevalgt landstingsmand og forblev i denne stilling, indtil han i en høj alder døde i 1894. Han var formand for en Kommission om Arbejderforholdene, der virkede fra 1875-78.
Han deltog bl.a. i forhandlinger om sager vedrørende Statsrevisionen, endvidere om landbospørgsmål, om kirkelige anliggender samt i, hvad der angik Landbohøjskolen og Københavns Kommune. I 1862 var Rosenørn blevet direktør for Landbohøjskolen, og han genoptog denne stilling, da han afgik som minister, indtil 1872. Efter Cosmus Bræstrups død 1870 blev han overpræsident i København og varetog dette embede til 1883. I denne egenskab fik han en fremtrædende plads ved Den nordiske Industri- og Konstudstilling i Kjøbenhavn 1872, i det han som kommunens repræsentant var medlem af og næstformand i Udstillingskomiteen. Et tredje omfattende hverv havde han som kurator for Vemmetofte Kloster fra 1869 og for Vallø Stift fra 1875. Forringelser i landbrugets økonomiske vilkår berørte også disse stiftelser og gjorde derved opgaverne vanskelige.
Vorgård, som han i en del år var eneejer af, solgte han 1872. Hovedgården Østergård i Salling ejede han 1855-71.

## Udmærkelser
Han blev kammerherre 1862 og gehejmekonferensråd 1883, blev 1. januar 1867 Ridder af Dannebrogordenen, 27. maj 1870 Dannebrogsmand, 30. august 1872 Kommandør af 2. grad af Dannebrog, 7. maj 1874 Kommandør af 1. grad af Dannebrog og fik 21. december 1878 Storkorset af Dannebrog. 5. november 1890 modtog Rosenørn Fortjenstmedaljen i guld.
Rosenørn bar desuden Kommandørkorset med stjerne af Sankt Olavs Orden, Storkommandørkorset af Nordstjerneordenen og det russiske Røde Kors Udmærkelsestegn.
Rosenørns Allé på Frederiksberg er opkaldt efter Ernst Emil Rosenørn. På Rosenørns Allé 22 ligger Radiohuset.